# Region Gao
Region Gao – jeden z 8 regionów w Mali, znajdujący się we wschodniej części kraju.

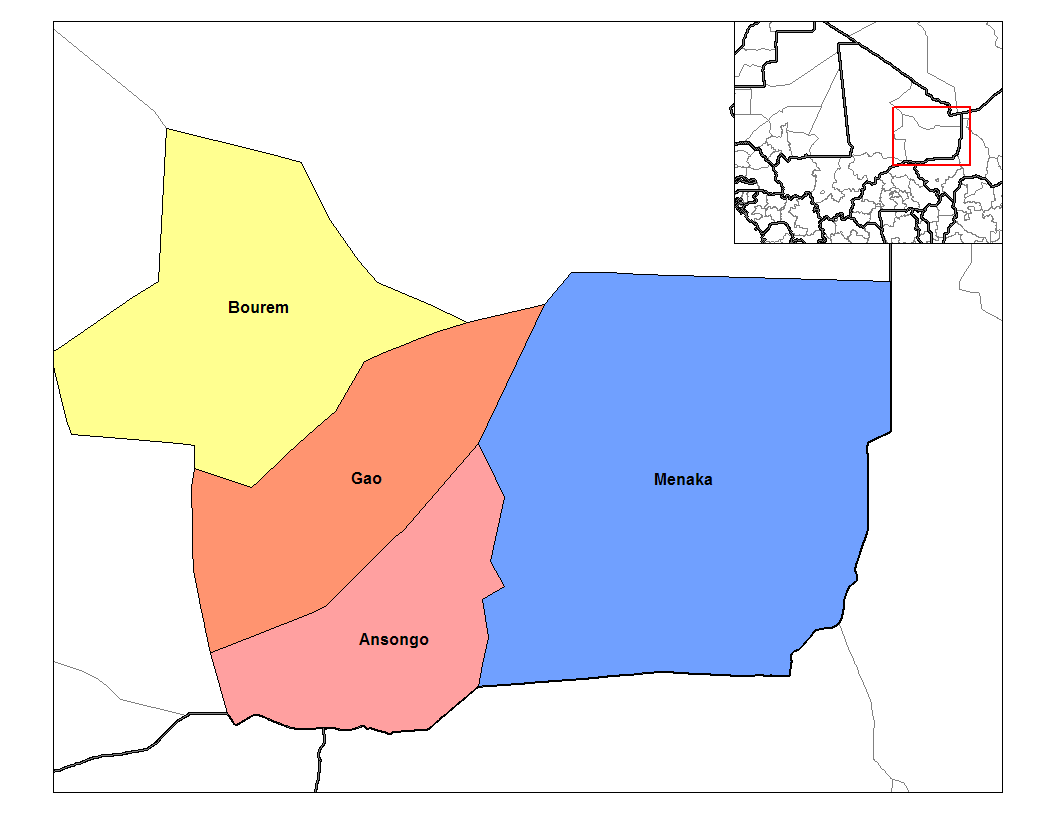
Okręgi regionu Gao